# 홍명하
홍명하(洪命夏, 1608년 ~ 1668년)는 조선의 문신이다. 자는 대이(大而), 호는 기천(沂川)이며 본관은 남양 남양군파(南陽君派)이다. 판서, 승지 등을 지내고 우의정, 좌의정을 거쳐 영의정에 이르렀다. 시호는 문간(文簡)이다.

## 생애
1630년, 생원이 되고 1644년, 별시문과에 을과로 급제하여 검열을 지내고 1646년, 문과중시에 병과로 급제한 뒤 규장각대교, 지평, 정언, 교리, 부수찬, 헌납 등을 지냈다. 1649년, 이조좌랑으로 암행어사가 되어 부정한 관리를 적발하는 데 큰 공을 세우기도 했다.
1650년, 이조정랑과 호조좌랑을 거쳐 1652년, 동부승지가 되고 이듬해 한성부우윤이 되었다. 이어 대사간, 우부승지로 사은부사가 되어 청나라에 다녀오고 뒤에는 이조참판, 예조참판, 병조참판, 우승지, 좌승지를 지내고 부제학, 도승지, 대사헌, 형조판서를 지냈으며 그 뒤 약방제조까지 승진하였다.
1659년, 효종이 죽어 잠시 삭직되었다가 다시 등용되어 예조판서, 형조판서, 공조판서, 병조판서, 이조판서, 대제학 등을 지내고 판의금부사, 한성부판윤 등을 연이어 지냈다.
1663년, 우의정이 되고 이듬해 사은 겸 진주사로 청나라에 다녀와 좌의정을 거쳐 영의정이 되었다. 이듬해 청나라 사신이 찾아와서 왕을 책망하자 엄정한 말로 돌려보냈다. 그 일로 왕은 그를 더욱 신임하게 되었다.

## 가족 관계
- 증조부 : 홍춘경(洪春卿)
- 조부 : 홍성민(洪聖民)
  - 아버지 : 홍서익(洪瑞翼)
- 외조부 : 심종민(沈宗敏, 1554 ~ ?)
- 외조모 : 능성 구씨 - 구변(具忭)의 딸 
  - 어머니 : 심경순(沈敬順, 1571 ~ ?)[1]
    - 누나 : 홍명녀(洪命女, 1590 ~ ?)
    - 누나 : 홍여순(洪女順, 1592 ~ ?)
    - 형  : 홍명구(洪命耉, 1596 ~ 1637)
    - 누나 : 홍숙녀(洪淑女, 1598 ~ ?)
    - 누나 : 홍순녀(洪順女, 1600 ~ ?)
    - 남매 : 청주 한씨 한여두(韓如斗)의 처

  - 장인 : 동양위(東陽尉) 신익성(申翊聖, 1588 ~ 1644)
  - 장모 : 정숙옹주(貞淑翁主, 1587 ~ 1627)
    - 정부인 : 신경강(申敬康, 1606 ~ 1649)
      - 장녀 : 홍상정(洪尙貞, 1632 ~ ?)
      - 장남 : 홍석보(洪碩普, 1636 ~ ?)
      - 차남 : 홍원보(洪遠普, 1641 ~ ?)

    - 계부인 : 남원 윤씨 - 윤경(尹㯳)의 딸